# 短柄野海棠
短柄野海棠（学名：Bredia sessilifolia）为野牡丹科野海棠属下的一个种。

## 扩展阅读
- 維基物種上的相關：短柄野海棠